# Samtgemeinde Elbtalaue
De Samtgemeinde Elbtalaue is een Samtgemeinde in de Duitse deelstaat Nedersaksen. Het is een samenwerkingsverband van tien kleinere gemeenten in het noorden van Landkreis Lüchow-Dannenberg. Het bestuur is gevestigd in Dannenberg.

## Deelnemende gemeenten

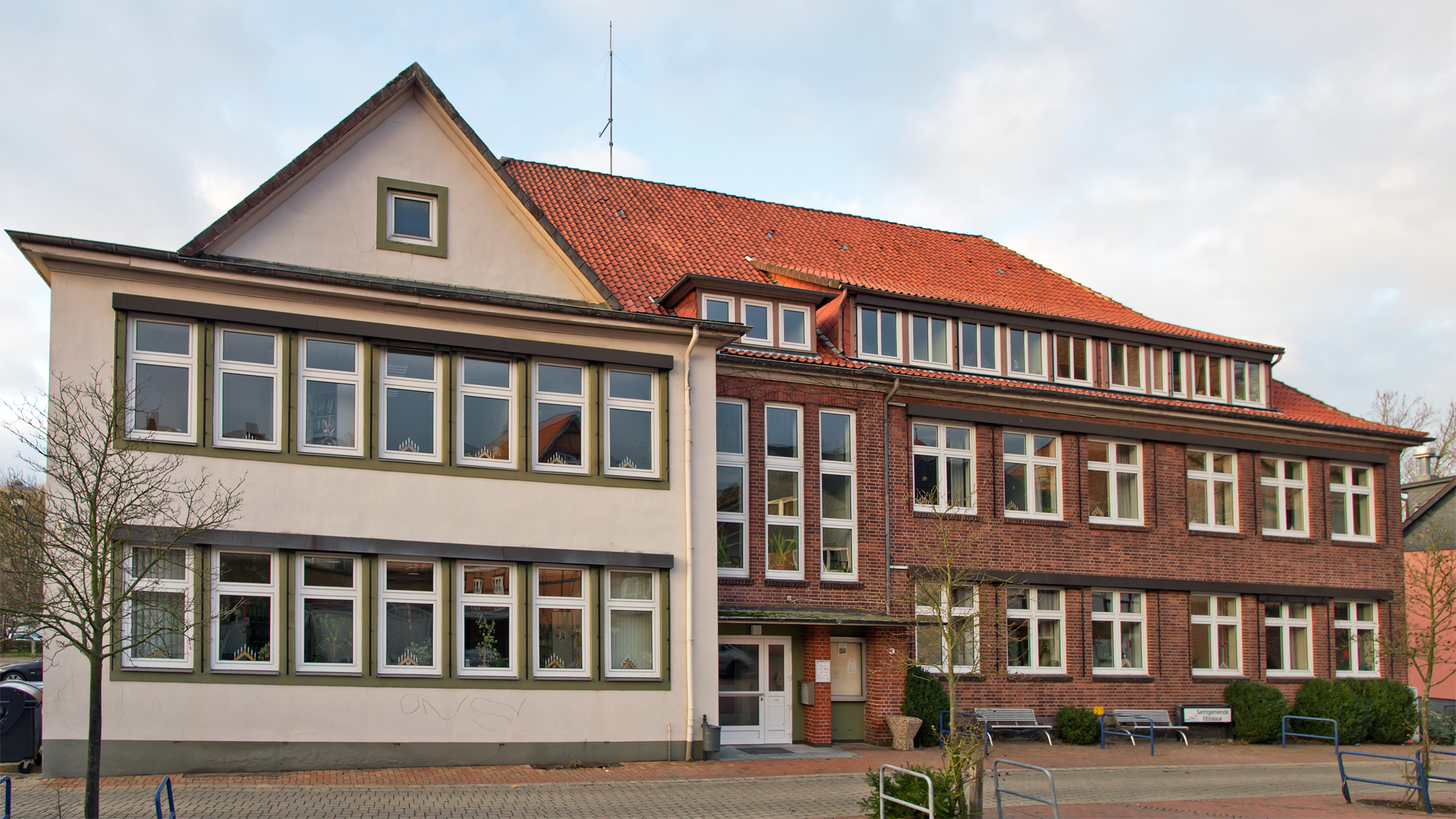
Gebouw van het bestuur der SG Elbtalaue in Dannenberg

1. Damnatz
2. Dannenberg
3. Göhrde
4. Gusborn
5. Hitzacker (Elbe)
6. Jameln
7. Karwitz
8. Langendorf
9. Neu Darchau
10. Zernien

Bergen an der Dumme · 
Clenze · 
Damnatz · 
Dannenberg · 
Gartow · 
Göhrde · 
Gorleben · 
Gusborn · 
Hitzacker · 
Höhbeck · 
Jameln · 
Karwitz · 
Küsten · 
Langendorf · 
Lemgow · 
Lübbow · 
Lüchow · 
Luckau · 
Neu Darchau · 
Prezelle · 
Schnackenburg · 
Schnega · 
Trebel · 
Waddeweitz · 
Woltersdorf · 
Wustrow · 
Zernien